# 井上寛司
井上 寛司（いのうえ ひろし、1941年7月4日 - ）は、日本の歴史学者、島根大学・大阪工業大学名誉教授。専攻は日本中世史。

## 来歴
京都府京都市生まれ。1966年大阪大学文学部史学科卒業。1968年に大阪大学大学院文学研究科博士課程を中退し、大阪大学文学部助手となる。1975年に島根大学に移り文理学部助教授、教授を経て、1997年定年退官、名誉教授。大阪工業大学情報科学部教授となり、2007年に退任、名誉教授となる。

## 寄稿
- 『隠岐国守護職考』井上寛司著（所収『島前の文化財』第10号、隠岐島前教育委員会）
- 『中世隠岐の公文』井上寛司著（所収『島前の文化財』第12号、隠岐島前教育委員会、昭和57年（1982年）12月）

## 著書
- 『日本の神社と「神道」』 校倉書房、2006年。
- 『日本中世国家と諸国一宮制』 岩田書院<中世史研究叢書>、2009年。
- 『「神道」の虚像と実像』 講談社<現代新書>、2011年。

## 共編著
- 『宍道町歴史史料集』中世編 宍道町教育委員会、1992年。
- 『史料集・益田兼見とその時代』（岡崎三郎との共編著） 益田市教育委員会、1994年。
- 『史料集・益田兼尭とその時代-益田家文書の語る中世の益田2』（岡崎三郎との共編著） 益田市教育委員会、1996年。
- 『資料集・益田藤兼・元祥とその時代-益田家文書の語る中世の益田3』（岡崎三郎との共編著） 益田市教育委員会、1999年。
- 『島根県の歴史』（松尾寿、田中義昭、渡辺貞幸、大日方克己、竹永三男との共著） 山川出版社、2005年。
- 『戦国武将宍道氏とその居城-乱世を生きる』（山根正朋、西尾克己、稲田信との共編著） 宍道町21世紀プラン実行委員会、2005年。

## 参考
- 著書の略歴およびJ-GLOBAL